# José Cobo Antoranz
José Cobo Antoranz (Madrid, España, 6 de enero de 1917 - 30 de noviembre de 1992) fue un exfutbolista español que se desempeñaba como defensa. Hermano del también futbolista Ramón Cobo.

## Clubes
| Club                        | País   | Año       |
| --------------------------- | ------ | --------- |
| Atlético Aviación           | España | 1939-1947 |
| Club Gimnàstic de Tarragona | España | 1947-1950 |
| Real Murcia C. F.           | España | 1950-1951 |
| América de México           | México | 1951-1952 |